# Димоски, Боян
Боян Димоски (макед. Бојан Димоски; род. 23 ноября 2001, Прилеп) — македонский футболист, защитник клуба «Акрон» и национальной сборной Северной Македонии.

## Карьера

### «Вардар»
Футбольный путь начал в академии клуба «Тетекс». Летом 2016 года футболист перебрался в структуру клуба «Вардар». В начале 2019 года футболист стал подтягиваться к основной команде клуба. Дебютировал за клуб 24 февраля 2019 года в матче против клуба «Ренова», выйдя на поле в стартовом составе. По итогу своего дебютного сезона вместе с клубом стал серебряным призёром северомакедонского чемпионата. 
Свой следующий сезон футболист начал с матча 11 августа 2019 года против клуба «Македония Джёрче Петров», выйдя на замену в начале второго тайма. На протяжении сезона выступал преимущественно как игрок замены, результативными действиями не отличившись. По итогу сезона, стал досрочно победителем чемпионата, который в марте 2020 года был приостановлен из-за пандемии COVID-19. По окончании сезона покинул клуб.

### «Академия Пандева»
В июле 2020 года футболист перешёл в «Академию Пандева», с которой подписал двухлетний контракт. Дебютировал за клуб 9 августа 2020 года в матче против клуба «Пелистер». Первым результативным действием за клуб отличился 20 сентября 2020 года в матче против клуба «Шкендия», отдав голевую передачу. Футболист быстро смог закрепиться в основной команде клуба, став одним из ключевых игроков, выступая в амплуа как левого защитника, так и опорного полузащитника. Дебютный гол за клуб забил 24 апреля 2021 года в матче против клуба «Силекс». Стал серебряным призёром Кубка Северной Македонии, где в финале 19 мая 2021 года в серии пенальти уступили клубу «Силекс». 
Первую половину нового сезона футболист пропустил восстанавливаюсь от травмы колена. В своём первом матче в сезоне 13 февраля 2022 года против клуба «Шкупи» отличился первым забитым голом. Затем футболист быстро смог стать одним из ведущих игроков клуба, записывая в свой актив результативное действие через каждый матч. Так по итогу сезона помог клубу стать серебряным призёром чемпионата. Сам же футболист смог отличился 2 забитыми голами и 7 результативными передачами. 
В начале следующего сезона северомакедонский клуб отправился на квалификационные матчи Лиги конференций УЕФА, которые сам футболист пропустил. Первый матч в сезоне сыграл 7 августа 2022 года против клуба «Брегалница», выйдя на замену на 70 минуте. В следующем матче 14 августа 2022 года против клуба «Работнички» отличился первым результативным действием, отдав голевую передачу. На протяжении всего сезона был одним из ключевых игроков клуба, а с марта 2023 года стал капитаном клуба. Закончил чемпионат на итоговом девятом месте.

### «Акрон»
В июне 2023 года футболист перешёл в российский клуб «Акрон», с которым заключил долгосрочный контракт. Сумма трансфера составила порядка 60 тысяч евро. Дебютировал за клуб 16 июля 2023 года в матче против клуба КАМАЗ, выйдя на замену на 69 минуте. Первым результативным действием за клуб футболист отличился 23 июля 2023 года в матче против астраханского «Волгаря», отдав голевую передачу.

#### Аренда в «Партизан»
8 февраля 2025 года перешёл в сербский «Партизан» на правах аренды до конца сезона 2024/25.

## Международная карьера
В 2018 году выступал за юношескую сборную Северной Македонии до 18 лет. В конце марта 2019 года дебютировал за юношескую сборную Северной Македонии до 19 лет в товарищеских матчах против сборной Албании. В ноябре 2019 года футболист вместе со сборной отправился на квалификационные матчи юношеского чемпионата Европы до 19 лет. 
В декабре 2020 года дебютировал за молодёжную сборную Северной Македонии в товарищеском матче против юношеской сборной Северной Македонии. В марте 2022 года вместе со сборной отправился на квалификационные матчи молодёжного чемпионата Европы. В первом матче 24 марта 2022 года против Сербии футболист отличился своим дебютным забитым голом.
В июне 2022 года футболист получил вызов в национальную сборную Северной Македонии. Дебютировал за сборную 12 июня 2022 года в матче Лиги наций УЕФА против Гибралтара, заменил в начале второго тайма Дарко Чурлинова.

## Достижения
«Вардар»
- Чемпион Северной Македонии: 2019/20

Акрон (Тольятти)
- Бронзовый призёр Первой лиги России: 2023/24

## Статистика

### Клубная
| Выступление      | Выступление      | Выступление      | Лига | Лига | Кубок | Кубок | Итого | Итого |
| Клуб             | Лига             | Сезон            | Игры | Голы | Игры  | Голы  | Игры  | Голы  |
| ---------------- | ---------------- | ---------------- | ---- | ---- | ----- | ----- | ----- | ----- |
| Вардар           | МПЛ/1            | 2018/19          | 5    | 0    | 0     | 0     | 5     | 0     |
| Вардар           | МПЛ/1            | 2019/20          | 9    | 0    | 0     | 0     | 9     | 0     |
| Вардар           | Итого            | Итого            | 14   | 0    | 0     | 0     | 14    | 0     |
| Академия Пандева | МПЛ/1            | 2020/21          | 30   | 1    | 0     | 0     | 30    | 1     |
| Академия Пандева | МПЛ/1            | 2021/22          | 14   | 2    | 0     | 0     | 14    | 2     |
| Академия Пандева | МПЛ/1            | 2022/23          | 26   | 0    | 0     | 0     | 26    | 0     |
| Академия Пандева | Итого            | Итого            | 70   | 3    | 0     | 0     | 70    | 3     |
| Акрон            | первая/2         | 2023/24          | 24   | 0    | 2     | 0     | 26    | 0     |
| Акрон            | РПЛ/1            | 2024/25          | 2    | 0    | 0     | 0     | 2     | 0     |
| Акрон            | Итого            | Итого            | 26   | 0    | 2     | 0     | 28    | 0     |
| Всего за карьеру | Всего за карьеру | Всего за карьеру | 110  | 3    | 2     | 0     | 112   | 3     |

### За сборную
| Сборная            | Год   | Матчи | Голы |
| ------------------ | ----- | ----- | ---- |
| Северная Македония | 2022  | 3     | 0    |
| Северная Македония | 2023  | 6     | 0    |
| Северная Македония | 2024  | 4     | 0    |
| Всего              | Всего | 13    | 0    |

### Матчи за сборную
| Матчи и голы Димоски за сборную Северной Македонии | Матчи и голы Димоски за сборную Северной Македонии | Матчи и голы Димоски за сборную Северной Македонии | Матчи и голы Димоски за сборную Северной Македонии | Матчи и голы Димоски за сборную Северной Македонии | Матчи и голы Димоски за сборную Северной Македонии |
| №                                                  | Дата                                               | Оппонент                                           | Счёт                                               | Голы                                               | Соревнование                                       |
| -------------------------------------------------- | -------------------------------------------------- | -------------------------------------------------- | -------------------------------------------------- | -------------------------------------------------- | -------------------------------------------------- |
| 1                                                  | 12 июня 2022                                       | Гибралтар                                          | 4:0                                                | —                                                  | Лига наций УЕФА 2022/2023                          |
| 2                                                  | 22 октября 2022                                    | Саудовская Аравия                                  | 0:1                                                | —                                                  | Товарищеский матч                                  |
| 3                                                  | 20 ноября 2022                                     | Азербайджан                                        | 1:3                                                | —                                                  | Товарищеский матч                                  |
| 4                                                  | 9 сентября 2023                                    | Италия                                             | 1:1                                                | —                                                  | Отборочные матчи ЧЕ-2024                           |
| 5                                                  | 12 сентября 2023                                   | Мальта                                             | 2:0                                                | —                                                  | Отборочные матчи ЧЕ-2024                           |
| 6                                                  | 14 октября 2023                                    | Украина                                            | 0:2                                                | —                                                  | Отборочные матчи ЧЕ-2024                           |
| 7                                                  | 17 октября 2023                                    | Армения                                            | 3:1                                                | —                                                  | Товарищеский матч                                  |
| 8                                                  | 17 ноября 2023                                     | Италия                                             | 2:5                                                | —                                                  | Отборочные матчи ЧЕ-2024                           |
| 9                                                  | 20 ноября 2023                                     | Англия                                             | 1:1                                                | —                                                  | Отборочные матчи ЧЕ-2024                           |
| 10                                                 | 22 марта 2024                                      | Молдова                                            | 1:1                                                | —                                                  | Товарищеский матч                                  |
| 11                                                 | 25 марта 2024                                      | Черногория                                         | 0:1                                                | —                                                  | Товарищеский матч                                  |
| 12                                                 | 3 июня 2024                                        | Хорватия                                           | 0:3                                                | —                                                  | Товарищеский матч                                  |
| 13                                                 | 10 июня 2024                                       | Чехия                                              | 1:3                                                | —                                                  | Товарищеский матч                                  |

Итого: 13 матчей / 0 голов; 3 победы, 3 ничьи, 7 поражений.